# Божидар Мијатовић
Божидар Мијатовић (Косовска Митровица, 6. јануар 1996) је бивши српски ватерполиста. У каријери је наступао за ВК Раднички Крагујевац, ВК Шабац и ВК Копер 1958. Највеће успехе остварио је са Радничким где се највише  истиче сребрна медаља у ЛЕН Лига шампиона.

## Клупски трофеји
- Првенство Србије у ватерполу 2013/14 вицешампион са Радничким
- Куп Србије у ватерполу 2013/14 вицешампион са Радничким
- Јадранска лига у ватерполу 2014/15  вицешампиом са Радничким
- Куп Србије у ватерполу 2014/15 шампион са Радничким
- Првенство Србије у ватерполу 2014/15  вицешампион  са Радничким
- ЛЕН Лига шампиона вицешампион са Радничким